# 趙染
趙 染（ちょう せん、? - 314年）は、中国の五胡十六国時代の漢（後の前趙）の武将である。字は文瀚。京兆郡新豊県（現在の陝西省西安市臨潼区）の人。父は西晋の征西将軍趙統（趙雲の子とは別人物）。『晋書』では趙冉とも記載される。

## 生涯
元々は西晋に仕えており、南陽王司馬模の牙門将であった。
311年7月、司馬模は漢（前趙）軍の襲来に備えるため、趙染に蒲坂の守備を命じた。この時、趙染は司馬模へ馮翊太守の地位を望んだものの、司馬模は認めなかった。その為、趙染はこれに憤り、配下の兵を伴って漢に寝返った。劉聡は趙染を受け入れて平西将軍に任じ、新豊に駐屯させた。
9月、劉聡の命により、趙染は安西将軍劉雅と共に騎兵2万を率いて司馬模の守る長安を攻撃し、劉粲・劉曜が大軍を率いて後詰めとなった。趙染は潼関において迎え撃ってきた西晋軍を破り、将軍呂毅を討ち取った。さらに下邽に軍を進めると、涼州の将軍北宮純は長安より部下を率いて降伏した。そのまま長安を包囲すると、司馬模は将軍淳于定に出撃させたが、趙染はこれを撃退した。その後、長安の兵糧が底を突き、士卒が離散するに及び、司馬模は趙染に降伏した。趙染は長安を占領すると、司馬模を劉粲のもとへ送った。
10月、西晋の安定郡太守賈疋・扶風郡太守梁綜らが長安奪還を掲げて挙兵すると、趙染は劉雅と共に新平へ進んで攻撃したが、攻略できなかった。西晋の馮翊太守索綝が新平救援に到来すると、趙染らは100戦以上を繰り広げるも、敗れて撤退した。
313年9月、晋将麹允が黄白城に拠って対抗すると、趙染は劉曜と共にこれを攻め、幾度も打ち破った。晋将索綝は征東大将軍となり、兵を率いて麹允の救援に当たった。趙染は劉曜に「麹允が大勢の兵を率いて外にいます。長安は今、もぬけの空ですから、軽騎兵を持って急襲すべきです」と進言した。劉曜の命により、趙染は前鋒大都督・安南大将軍となり、精鋭の騎兵五千を率いて長安へ向けて軍を進めた。その途上、晋軍を渭陽において撃ち破り、将軍王広を討ち取った。夜に乗じて長安外城に入ると、愍帝は射雁楼に逃れた。趙染は、龍尾山下の晋軍の諸陣営を焼き払い、千人余りを殺害して財貨を奪った。明け方、逍遙園に駐屯した後、趙染は軍を返した。
314年6月、劉曜と呼応して西征し、新豊に入ると、索綝が兵を率いて迎え撃った。趙染は連戦連勝であった為、勝ちに驕って敵を軽んじていた。長史魯徽がこれを諌め「今、司馬鄴は臣下を従えて関中で皇帝を僭称しています。軍の勢いは以前と比べ物になりません。必ず死力を尽くして我らを防ぐでしょう。将軍はしっかり陣営を整えてから司馬鄴を討ってください。敵を軽んじてはなりません。困難に陥れば獣でさえよく死に物狂いで戦うものです。ましてやそれが国家であればどうでしょうか」と述べた。趙染はこれに答えて「司馬模は強かったが、我らは朽木を裂くように打ち破ることができた。索綝のごとき小童がどうして我が軍の馬蹄や刀剣を汚すことができるというのか」と言った。
夜明けに精鋭数百騎を率いて出陣すると、趙染は将兵に向かって「索綝を捕えてからゆっくり朝食をとることにしよう」と言った。そして、城の西において戦ったが、索綝に敗れた。趙染は後悔して「私は魯徽の言葉を用いず、このようなことになってしまった。何の面目があって彼奴と会うことができようか」と言った。恥ずかしさと悔しさの余り、魯徽を処刑してしまった。魯徽は刑執行の直前、趙染に向かって「将軍は諫言を容れずに敗北を招いておきながら、忠良の士を誅殺するとは、どうやって今後世間に顔向けするというのでしょう。袁紹がかつてこのようなことをしましたが、将軍の行為はこれに続くものであり、その滅亡は必至でしょう。残念なのは大司馬（劉曜）の姿を最期に一目見ることが叶わずに死ぬことです。死者には知覚がないと言われますが、もしそうでないのならば、田豊に会い、将軍のことを黄泉の国において訴え、安らかな死を迎えられないようにいたしましょう」と言い放った。そうしてから、処刑人を叱りつけ「我の面を東へ向けるのだ!」と言い、劉曜の陣がある方向を向いて処刑された。劉曜はこれを聞くと「僅かな水溜りには、一尺もある鯉は入らぬというが、これこそ趙染のことを言うのであろうな」と嘆息した。
その後、趙染は将軍の殷凱と共に数万の兵を率いて長安に向かうと、雍州刺史の麹允が馮翊で迎え撃ってきたが、これを破った。さらに趙染は北地を攻めたが、麹允に迎撃され、戦乱の最中に矢に当たって戦死した。
一説によると、趙染はある夜、悪夢をみた。激怒した魯徽が現れ、趙然へ向けて弓を引いて射るというものであった。趙染は恐怖のあまり目覚めたが、翌日城を攻めた際に弩弓が命中して死亡したという。